# La Guérilla des animaux
La Guérilla des animaux, paru en 2018, est un roman d'aventures et d'anticipation français de Camille Brunel, écrivain, journaliste, critique de cinéma spécialisé dans la représentation des animaux et militant pour la cause animale et végane.

## Résumé
Dans un futur proche, alors qu'il prend les armes au nom de la défense des animaux, un militant animaliste devient le bras vengeur, meurtrier et iconique de sa cause.

## Historique éditorial
En 2011, Camille Brunel, titulaire d'un CAPES de lettres modernes, écrit un essai intitulé Vie imaginaire de Lautréamont, sorti aux éditions Gallimard.  
Durant les années 2015 et 2016, il écrit de nombreux carnets et critiques pour le Café des images, sur le thème des animaux du ciné-club, où s'expriment déjà ses convictions d'antispéciste et de militant végane engagé pour la cause animale. 
En 2018, il publie La Guérilla des animaux, un premier roman engagé et provoquant, un message animaliste dont le sujet est la défense à tout prix des animaux.

## Style
Selon Nicolas Hecht, éditeur chez Babelio, « le style et le rythme du livre, avec ses chapitres très courts, dégagent une forme d’urgence qui fait écho à la disparition rapide des animaux... ».
Pour Libération, « l’auteur prête à son personnage les outils rhétoriques les plus délicats et périlleux à manier – ainsi qu’une ribambelle d’hommages aux grands combattants de la cause animale, ici figurants dans la vie d’un extrémiste. »

## Édition
- La Guérilla des animaux, Paris, Alma éditeur, 16 août 2018, 277 p. (ISBN 978-2-36279-285-4).

## Réception critique
Dès sa parution, La Guérilla des animaux suscite l'intérêt de nombreux médias, tels Le Figaro, L'Obs, LCI, Le Nouveau Magazine littéraire, ou encore Livres Hebdo.
Pour Le Figaro, qui le place parmi ses dix coups de cœur de la rentrée, « La Guérilla des animaux n'est pas un essai, mais un excellent et troublant premier roman, tant par son sujet - la défense à tout prix des animaux - que par ce personnage singulier, idéaliste, prêt à tuer dès que l'on touche à la vie d'une bête ».
L'Obs voit en La Guérilla des animaux « un livre d'aventure, radicalement militant. »
Hervé Aubron, du Le Nouveau Magazine littéraire conclut qu' « avec sa rage communicative, ce roman prouve que défendre coûte que coûte la cause des bêtes ne saurait être réduit à une seule sensiblerie autoritaire. En l’occurrence, cette colère rejoint un mobile fondamental de l'écriture : avoir honte d’être un homme... ».
Pour L'Hebdo du vendredi, c'est « une fiction qu'on dévore, mais qui laisse derrière elle comme un goût amer. Combien de temps, encore, allons-nous massacrer les animaux et leurs habitats naturels ? ».
Pour Livres Hebdo, « Camille Brunel nous pousse, avec intelligence et un brin de folie, à nous poser la question actuelle et dérangeante : la survie des animaux doit-elle passer par la fin du règne humain ? ».
Selon la Page des libraires, « à travers La Guérilla des animaux, Camille Brunel traite avec passion d’un sujet on ne peut plus d’actualité. La toute-puissance de l'homme sur le monde animal, et s’interroge sur la manière dont nous pourrions faire évoluer les choses. ».
Pour France Info, qui le classe parmi les meilleurs romans noirs, policiers et thrillers de l'année, La Guérilla des animaux est « un roman atypique, un roman militant pour servir la cause animale mais néanmoins captivant comme un roman d'aventure. ».
Pour Marie Sellier, présidente de la Société des gens de lettres, « Ni tiédeur, ni demi-mesure dans cette guérilla-là : le salut des bêtes passera par l’extermination des humains. Pour brutale qu’elle soit, la proposition d’Isaac, le héros électrisé de colère du livre de Camille Brunel, a le mérite de nous forcer à penser autrement la cause animale ».
Selon l'écrivaine Carole Zalberg, c'est « un livre troublant qui fait bouger le lecteur ».

## Nominations et Prix

### Nominations
- En octobre 2018, Prix du premier roman 2018[16],[17].
- En novembre 2018, Prix Maya du livre animaliste[18].
- En novembre 2018, Prix Jeune Mousquetaire 2019[19].
- En janvier 2019, Prix Alain-Fournier 2019[20].
- En mars 2019, Prix du roman d’Écologie 2019[21],[22].

### Prix
- En novembre 2019, La Guérilla des animaux est lauréat du Grand prix du premier roman de la Société des gens de lettres »[23],[24].

## Autres ouvrages de l'auteur
- Vie imaginaire de Lautréamont, Gallimard, coll. « L'arbalète », 13 mai 2011, 192 p. (ISBN 978-2070131792).
- Le cinéma des animaux, UV Editions, 1er octobre 2018, 253 p. (ISBN 978-2956275336).
- Les métamorphoses, Alma éditeur, 27 août 2020 (ISBN 978-2362794896).
- Après nous les animaux - Éditeur Casterman - 2020 - 353 pages  (ISBN 978-2-203-06432-4).